# مات لينتز
مات لينتز هو ممثل أمريكي ولد في 23 مايو 2001، أشتهرد بدور هنري في مسلسل الموتى السائرون.

## وصلات خارجية
- مات لينتز على موقع IMDb (الإنجليزية)
- مات لينتز على موقع قاعدة بيانات الفيلم (الإنجليزية)